# Bahnhof Hamburg-Ohlsdorf
Der Bahnhof Hamburg-Ohlsdorf ist ein Umsteigebahnhof der S-Bahn Hamburg mit der Linie S1 sowie der Hamburger U-Bahn-Linie U1 im Stadtteil Ohlsdorf. Täglich stiegen 2019 am U-Bahnhof durchschnittlich 31.892 Personen ein und aus (mo–fr, 2019). Das Kürzel der Station bei der U-Bahn-Betreiber-Gesellschaft Hamburger Hochbahn lautet „OH“.
Rund um den Bahnhof Ohlsdorf verteilt befinden sich die Bushaltestellen U S Ohlsdorf, Im Grünen Grunde (Linien 172, 174, 274 und 392), Alsterdorfer Straße (179 und 172), Fuhlsbüttler Straße (172, 179 und 607) und Friedhof Ohlsdorf (170 und 270).

## Geschichte

### S-Bahn-Teil im östlichen Teil
Unter anderem zur Anbindung des Friedhofs Ohlsdorf wurde hier der Endpunkt der Verlängerung der sogenannten Verbindungsbahn der Hamburg-Altonaer Stadt- und Vorortbahn gewählt und der Bahnhof, heute der S-Bahnhof, am 5. Dezember 1906 eröffnet. Das Empfangsgebäude wurde zwischen 1904 und 1907 nach Plänen von Henry Grell im Landhausstil errichtet.
Bis Januar 1918 wurde die Stadt- und Vorortbahn, die spätere S-Bahn, als Alstertalbahn über Ohlsdorf hinaus nach Poppenbüttel verlängert. Hier wurden zunächst bis 1920 Benzoltriebwagen eingesetzt, da in der Nachkriegszeit des Ersten Weltkriegs nicht genug Kupfer für Oberleitungen zur Verfügung stand.
Die über dem Bahnsteig der S-Bahn vorhandene Bahnhofshalle wurde in den 1970er Jahren abgebaut.

### U-Bahn-Teil im westlichen Teil
1912 bis 1914 wurde der Bau des ersten Bahnsteigs des direkt westlich des Stadt-und-Vorortbahn-Bahnsteigs angrenzenden Bahnhofs der Hamburger Hochbahn vorgenommen, am 1. Dezember 1914 wurde er in Betrieb genommen. 1916/17 wurde ein zweiter Bahnsteig für die neue Langenhorner Bahn Richtung Ochsenzoll hinzugefügt. Wegen des Ersten Weltkrieges wurde diese neue Hamburger Staatsbahn nach Langenhorn zunächst am 5. Januar 1918 provisorisch mit Dampfloks und Waggons in Betrieb genommen und erst 1921 für den elektrischen Betrieb – betrieben durch die HHA im Auftrag des Hamburger Staates – eröffnet. Ab 1926 gab es auch zunehmend durchgehende Züge, so dass von Langenhorn kommend Richtung Innenstadt in Ohlsdorf nicht mehr umgestiegen werden musste. 1937 wurden die beiden mittleren Gleise entfernt und beide Bahnsteige der U-Bahn zusammengefügt, was die große Breite und die auseinanderliegenden Bahnsteigdächer des heutigen U-Bahnsteigs erklärt.
1953 bis 1955 wurde die U-Bahn-Haltestelle umgebaut – unter anderem wurde die Schalterhalle der U-Bahn und der westliche Ausgang zur Straße Im Grünen Grunde neu gestaltet und deren Wände mit weißen Fliesen versehen. 1962 wurde nördlich des U-Bahnsteigs die Kehrgleisanlage erneuert. Um 1970 wurde der Bahnsteig am südlichen Ende zur Aufnahme von 9-Wagen-Zügen des Typs DT-3 ein Stück verlängert. 1984 bis 1986 wurde auf dem breiten Bahnsteig der U-Bahn auch eine Streckenzentrale für diese errichtet.

### Ab 2000
2001 wurde der U-Bahn-Teil des Bahnhofes saniert, er wurde für 6,9 Millionen D-Mark barrierefrei mit Rampen am Ausgang Im Grünen Grunde und einem Aufzug zum U-Bahnsteig gestaltet.
Die Sanierung des S-Bahn-Teils erfolgte mit und nach der Eröffnung der S-Bahn zum Flughafen. Seitdem werden die meisten Züge der Linie S1 hier geteilt: Die vordere, drei Wagen umfassende Einheit der Sechs-Wagen-Züge fährt weiter zum Flughafen, die hintere Einheit wird abgekuppelt und fährt nach Poppenbüttel. In diesem Zusammenhang wurde auch bei der S-Bahn ein Aufzug nördlich der Zugangstreppe am Nordende des Bahnsteigs nachgerüstet, der 2011 in Betrieb genommen wurde. Dazu musste zunächst das Stellwerk des S-Bahnhofs abgerissen werden. Das jenes ersetzende elektronische Stellwerk Ofs südlich des Bahnhofs, das für die S-Bahn-Gleise zwischen Barmbek, Poppenbüttel und Flughafen zuständig ist, wurde bereits im September 2008 in Betrieb genommen.

## Aufbau und Lage

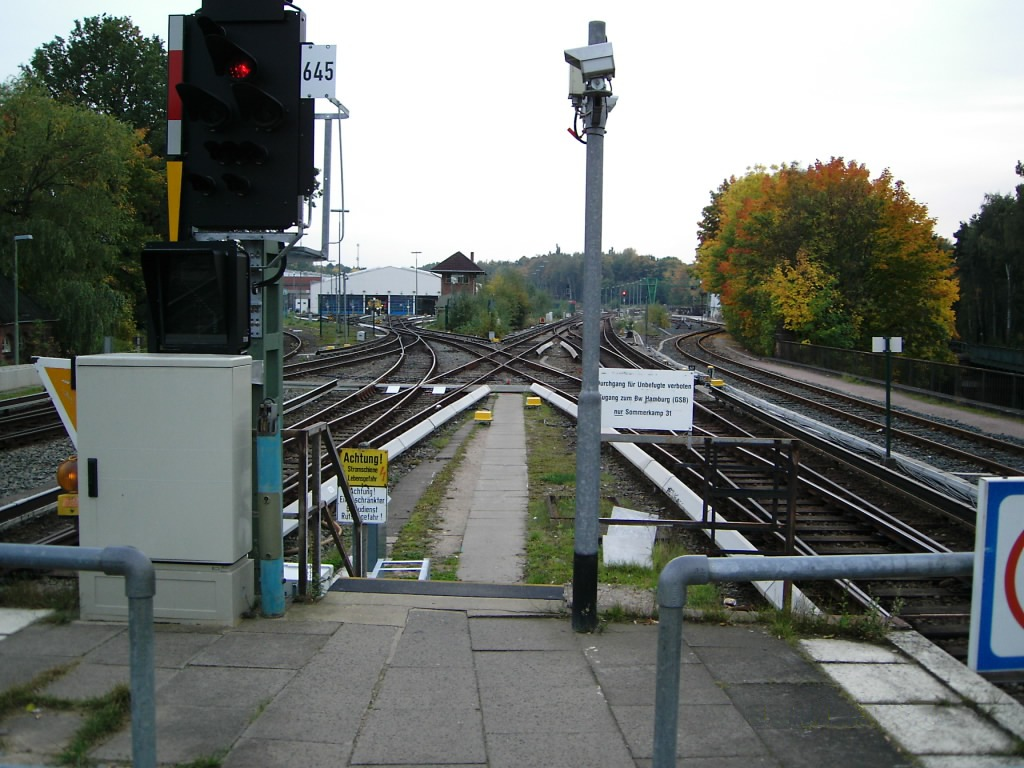
Blick vom S-Bahnsteig auf das Bahnbetriebswerk Hamburg-Ohlsdorf (hinten links) und die S-Bahn-Gleise Richtung Barmbek. Rechts das Gleis zum Bau-Bahnhof der U-Bahn. Durch die Bäume rechts verdeckt befindet sich auch das neue Stellwerk Ofs der S-Bahn. Im Vordergrund ein dafür neu aufgestelltes Ks-Signal für den S-Bahn-Betrieb.

Die Haltestelle Ohlsdorf liegt in Hochlage, der S-Bahn-Teil der Station ein wenig höher als der U-Bahn-Teil. Es gibt zwar ein Verbindungsgleis zwischen S-Bahn/Deutscher Bahn und U-Bahn, das jedoch über keine Stromschienen verfügt. Es führt auch zu einem Bau-Bahnhof der U-Bahn südwestlich des Bahnhofs, hier befand sich früher der Güterbahnhof Ohlsdorf. Die Hochbahn kann hier Baustoffe umschlagen. Dieses Gleis führt auch parallel an der Westseite der S-Bahn-Gleise nach Süden zur Güterumgehungsbahn Hamburg. Es können so auch etwa neue U-Bahn-Züge angeliefert werden.
Südöstlich des S-Bahnhofs befindet sich das Bahnbetriebswerk Hamburg-Ohlsdorf der S-Bahn Hamburg, in dem die Züge der S-Bahn gewartet und abgestellt werden. Hier, südlich der Alsterdorfer Straße, befindet sich auch ein P+R-Parkplatz auf zwei Ebenen mit Zufahrt vom Sommerkamp.
| Linie | Verlauf |
| ----- | --- |
| U 1   | Norderstedt Mitte – Richtweg – Garstedt – Ochsenzoll – Kiwittsmoor – Langenhorn Nord – Langenhorn Markt – Fuhlsbüttel Nord – Fuhlsbüttel – Klein Borstel – Ohlsdorf – Sengelmannstraße (City Nord) – Alsterdorf – Lattenkamp (Sporthalle) – Hudtwalckerstraße – Kellinghusenstraße – Klosterstern – Hallerstraße – Stephansplatz (Oper/CCH) – Jungfernstieg – Meßberg – Steinstraße – Hauptbahnhof Süd – Lohmühlenstraße – Lübecker Straße – Wartenau – Ritterstraße – Wandsbeker Chaussee – Wandsbek Markt – Straßburger Straße – Alter Teichweg – Wandsbek-Gartenstadt – Trabrennbahn – Farmsen – Oldenfelde – Berne – Meiendorfer Weg – Volksdorf / Streckenast Ohlstedt – Buckhorn – Hoisbüttel – Ohlstedt \ Streckenast Großhansdorf – Buchenkamp – Ahrensburg West – Ahrensburg Ost – Schmalenbeck – Kiekut – Großhansdorf |
| S 1   | Wedel – Rissen – Sülldorf – Iserbrook – Blankenese – Hochkamp – Klein Flottbek – Othmarschen – Bahrenfeld – Ottensen – Altona – Königstraße – Reeperbahn – Landungsbrücken – Stadthausbrücke – Jungfernstieg – Hauptbahnhof – Berliner Tor – Landwehr – Hasselbrook – Wandsbeker Chaussee – Friedrichsberg – Barmbek – Alte Wöhr (Stadtpark) – Rübenkamp – Ohlsdorf \ Streckenast Poppenbüttel – Kornweg (Klein Borstel) – Hoheneichen – Wellingsbüttel – Poppenbüttel / Streckenast Flughafen – Hamburg Airport (Flughafen) |